# Политехнический институт (станция метро, Киев)
«Политехни́ческий институ́т» (укр. «Політехні́чний інститу́т»,  (слушать)о файле) — 6-я станция Киевского метрополитена. Находится в Соломенском районе. Расположена на Святошинско-Броварской линии между станциями «Шулявская» и «Вокзальная».

## История
Открыта 5 ноября 1963 года в составе второй пусковой очереди. Движение поездов в сторону станции «Завод „Большевик“» открыл первый секретарь ЦК КПУ П. Е. Шелест. Название станции выбрано по её расположению рядом с Киевским политехническим институтом. Пассажиропоток — 32,2 тысячи чел./сутки.

## Описание
Интерьер станции соответствует требованиям того времени по борьбе с «архитектурными излишествами», довольно сдержанный, минимум мрамора, даже карнизы на пилонах отсутствуют. Но форма пилонов перекликается с тогдашними общими тенденциями — наука, космос. Эту тему поддерживает барельеф под названием «В космос» на торцевой стене центрального зала работы скульптора В. З. Бородая, архитекторов А. Краснянского, М. И. Голода.
Рядом со станцией находятся Киевский зоопарк и медицинский институт. В пешеходной доступности — станция скоростного трамвая «Политехническая».
Станция глубокого заложения. Имеет три подземных зала — средний и два зала с посадочными платформами. Залы станции соединены между собой рядом проходов-порталов, которые чередуются с пилонами. Подземный вестибюль соединён с наземным трёхленточным одномаршевым эскалатором.
Станция имеет выход на пересечение Берестейского проспекта, Политехнического переулка и улицы Ванды Василевской. Наземный вестибюль расположен в четырёхэтажном здании (архитекторы И. Л. Масленков, Ю. Б. Тягно) по Берестейскому проспекту, 35, в котором располагается управление метрополитена.

## Оформление
Пилоны облицованы жёлтым мрамором, сужаются к низу и имеют вертикальные вентиляционные решетки. Освещение центрального зала — закарнизное; боковые залы освещают световые линии, оформленные поперечными стеклянными пластинами. В торце центрального зала — аллегорическая барельефная композиция, посвящённая освоению космоса — девушка на фоне серпа и молота. Лезвие серпа переходит в трассу движения Спутника-1, который летит к солнцу.
Осенью 2015 года из барельефа, в рамках процесса декоммунизации, было демонтировано изображение молота.

## Изображения

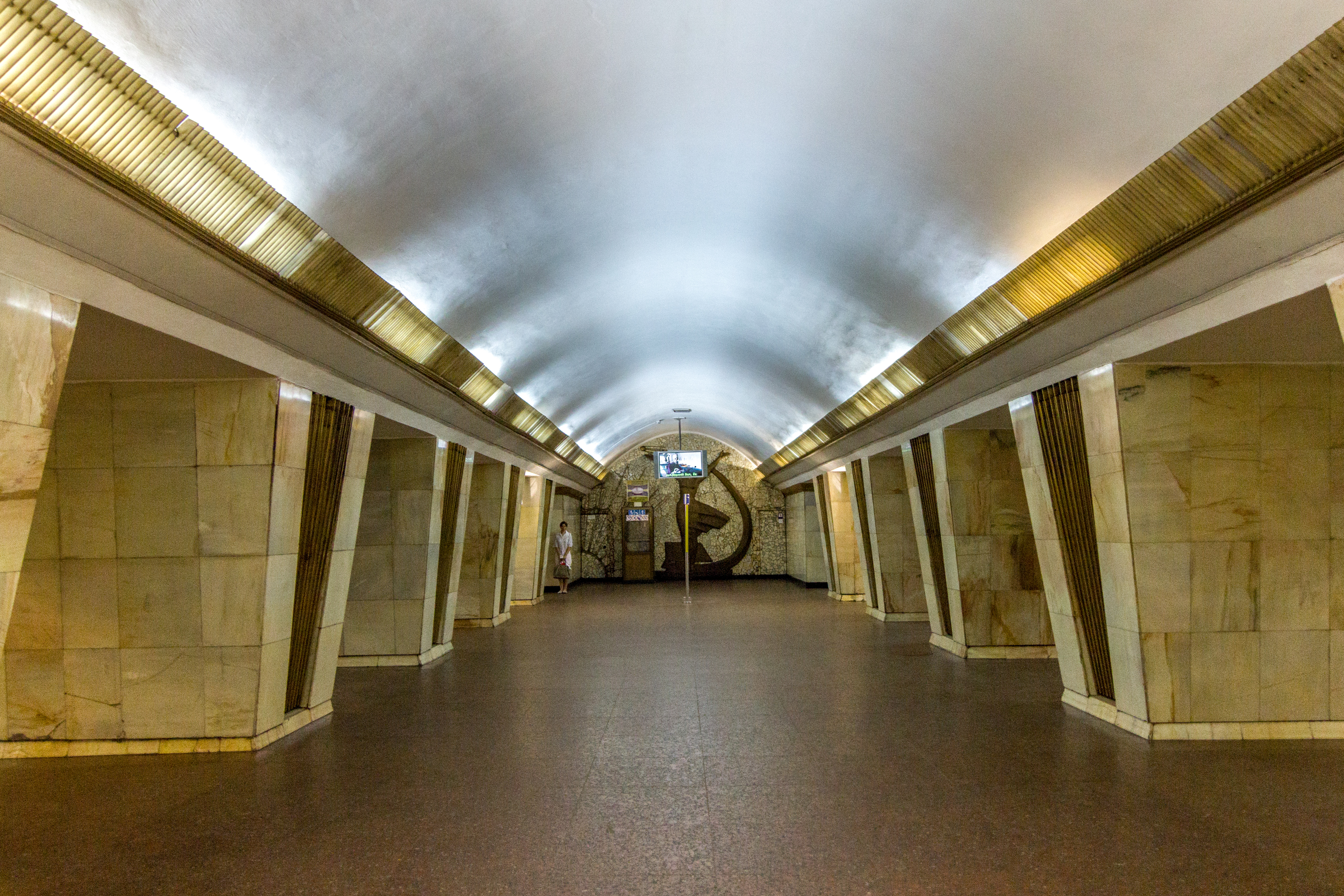
Центральный зал станции
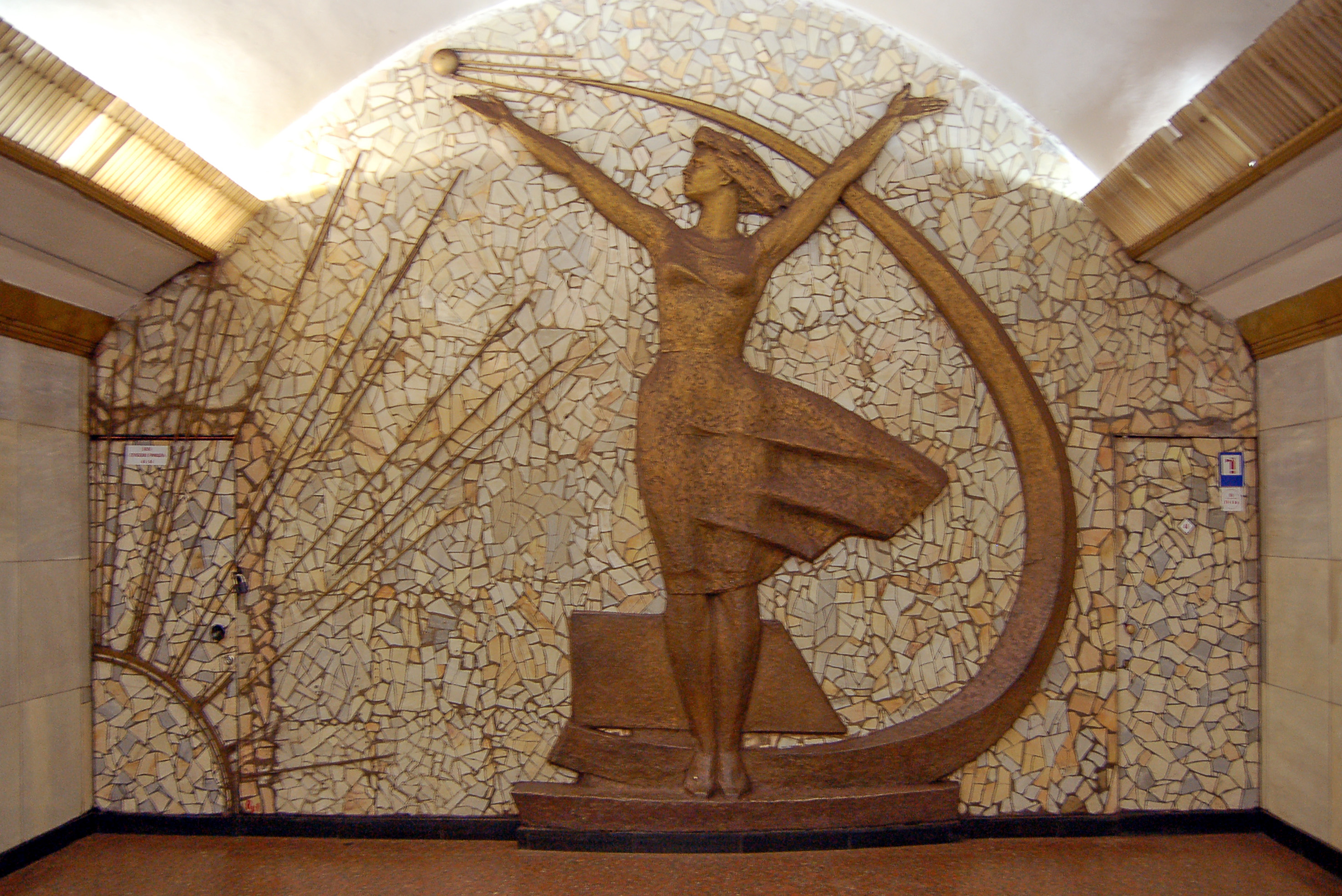
Барельеф «В космос» в торце центрального зала станции
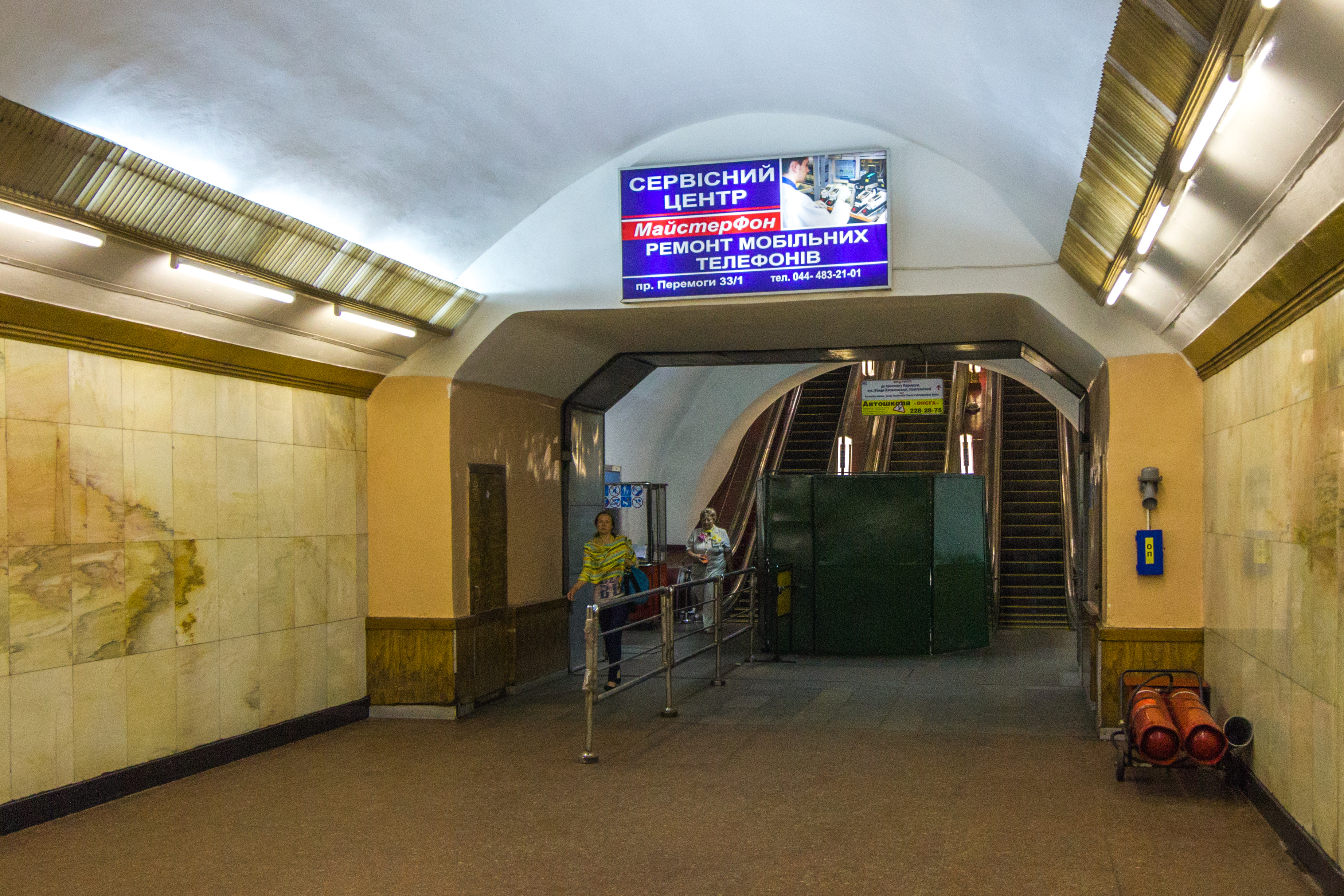
Вид на эскалаторный наклон
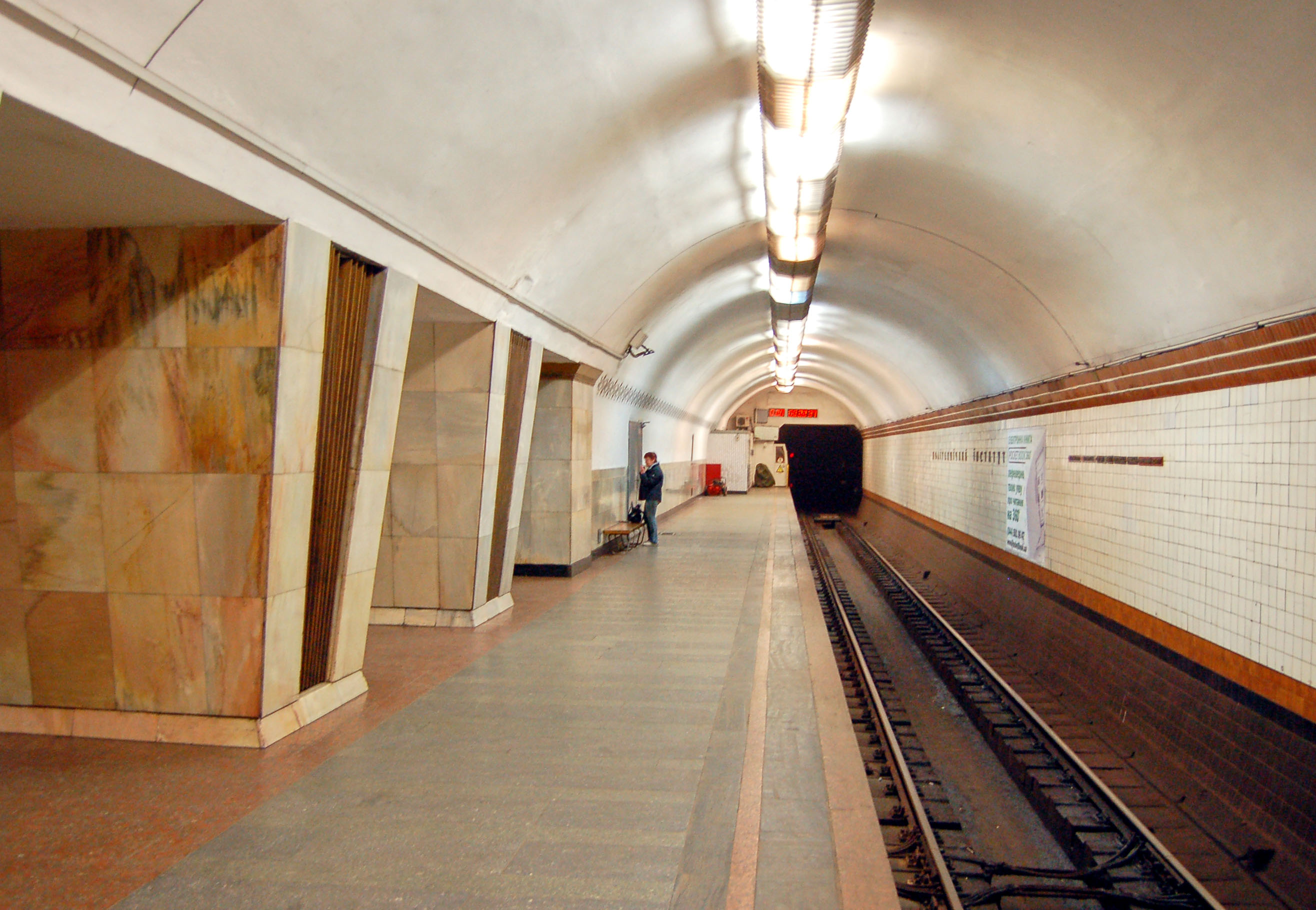
Посадочная платформа станции
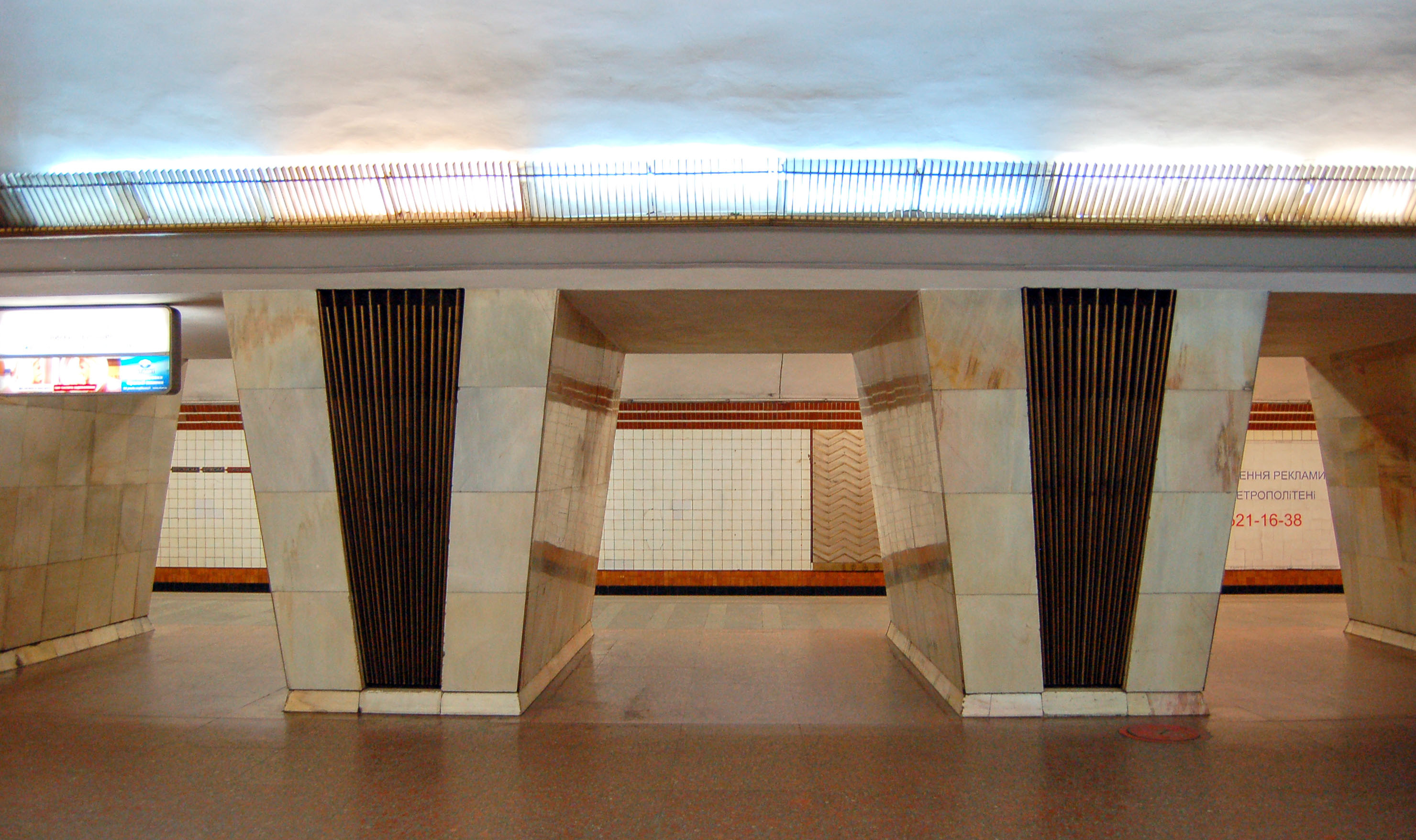
Форма пилонов
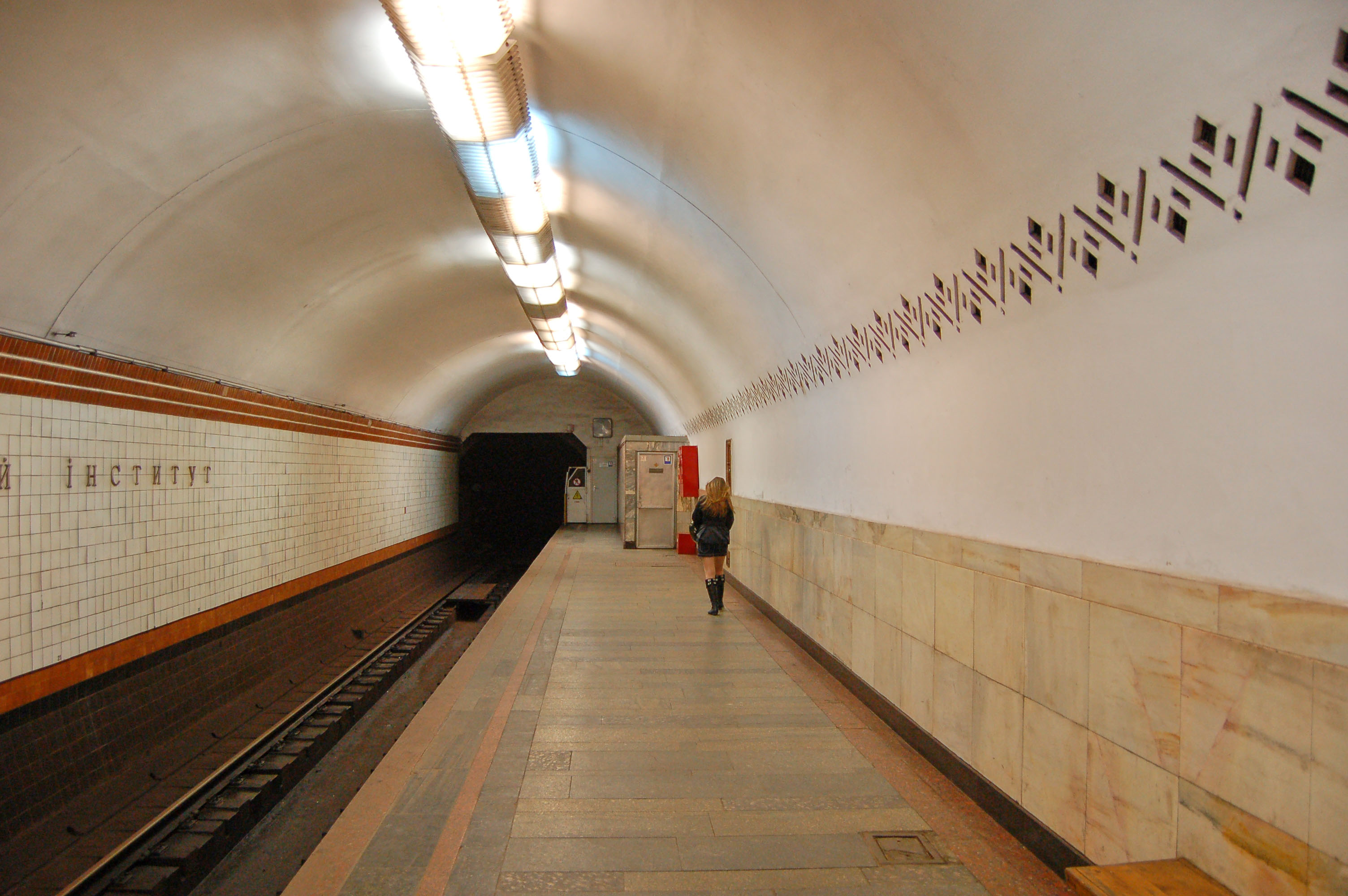
Орнамент на стене платформы
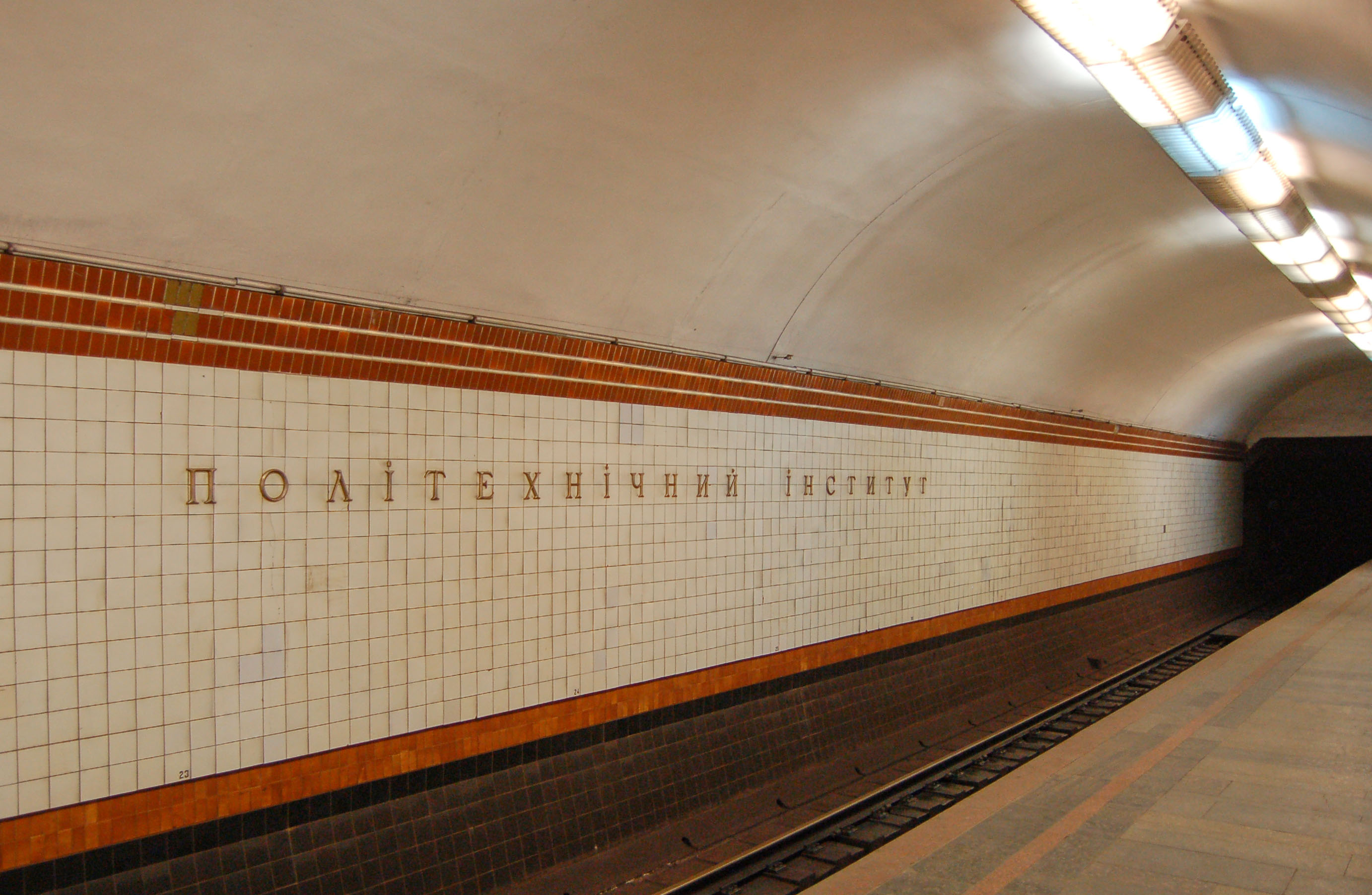
Название станции на путевой стене
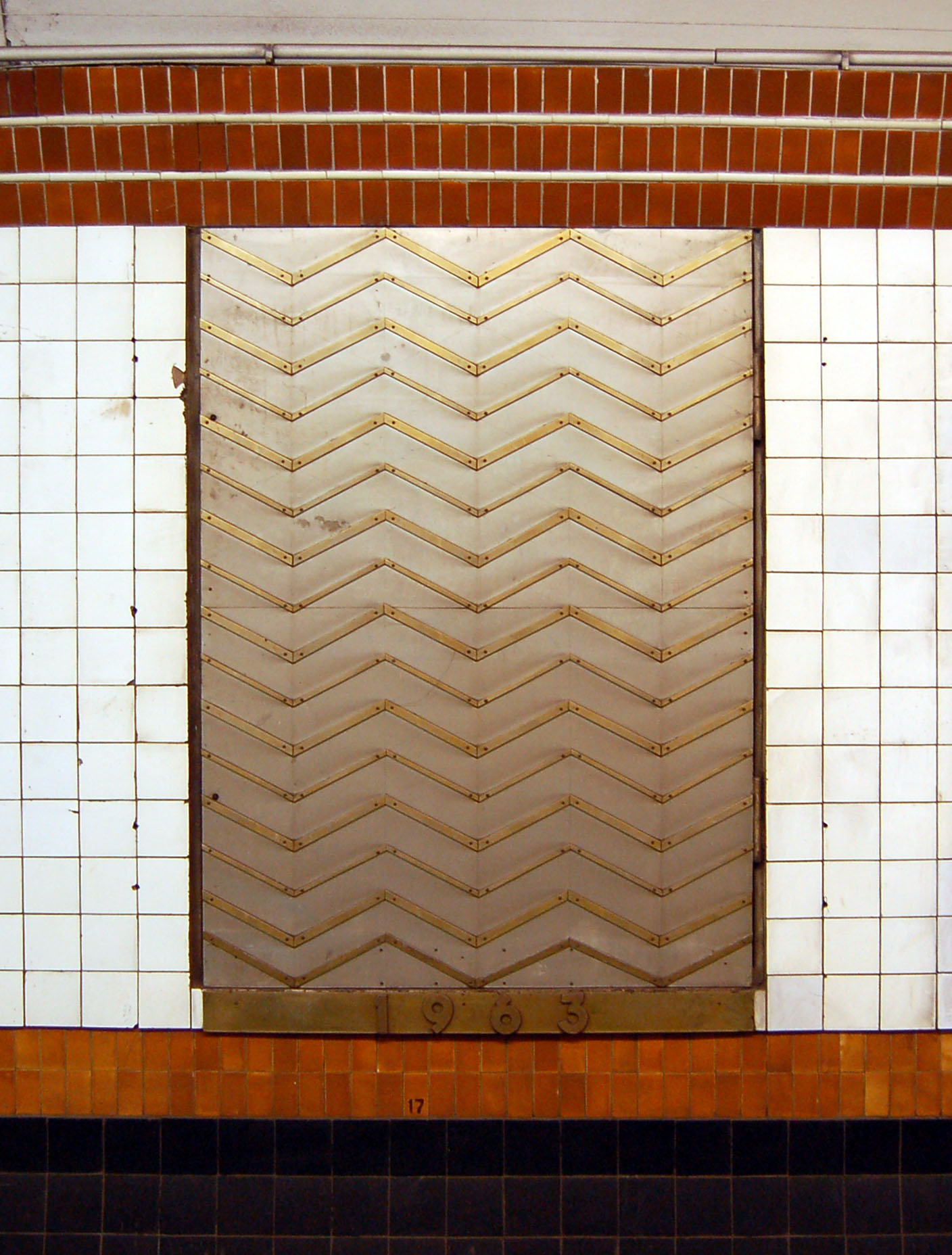
Дверца на путевой стене с указанием года открытия станции

## Режим работы
Открытие — 5:45, закрытие — 0:14
Отправление первого поезда в направлении:
- ст. «Лесная» — 5:49
- ст. «Академгородок» — 6:00

Отправление последнего поезда в направлении:
- ст. «Лесная» — 0:18
- ст. «Академгородок» — 0:29